# Nicola Martini
Nicola Martini (Pontedera, 15 maggio 1969) è un ex calciatore italiano, di ruolo centrocampista offensivo.

## Carriera
Crebbe nel Pisa che lo fece esordire in Serie A il 10 settembre 1988 in occasione di Pisa-Bologna (0-2): disputò in tutto 5 partite in quella stagione in massima serie.
La stagione seguente, dopo una presenza in Serie B, fu prestato dai nerazzurri alla Fidelis Andria in Serie C1; nel 1990 gioca ancora in prestito alla Salernitana, stavolta nella serie cadetta. Nel 1991 il Pisa lo fa giocare in 14 partite di Serie B (dove segna un gol), nel 1992 lo manda in prestito alla Vis Pesaro, mentre nel 1993 lo fa giocare di nuovo per altre 15 volte in cadetteria.
Nel 1994, dopo il fallimento del sodalizio pisano, si accasa al Benevento in Serie C2 rimanendovi per una stagione, prima di tornare a calcare i campi di Serie C1: due anni alla Lodigiani e due anni all'Acireale. Chiude col calcio professionistico nella Maceratese in Serie C2.
In carriera ha totalizzato 5 presenze in Serie A e 52 presenze (con 2 reti) in Serie B.
Chiuso con il calcio giocato allena le categorie Pulcini ed Esordienti della Società Teamsport Millennium, a Mascalucia, Catania.

## Palmarès

### Club

#### Competizioni internazionali
- Coppa Mitropa: 1

Pisa: 1987-1988